# 伊爾斯利 (肯塔基州)
伊爾斯利（英語：Ilsley）是位於美國肯塔基州霍普金斯縣的一個非建制地區。

## 地理
伊爾斯利所處的海拔為高於海平面148米（即486英呎），而該地所採用的時區為UTC-6，即北美中部時區（CST）。同時該地設有夏令時間，為UTC-6調快一小時，即UTC-5（CDT）。